# Могды (приток Вилюя)
Могды́ — река в Якутии (Россия), левый приток Вилюя.

## Общая информация
Река берёт начало на Вилюйском плато, на высоте более 652 м над уровнем моря. В верховьях течёт на юго-восток, после впадения Орто-Могды направление меняется на южное. Протекает преимущественно по лиственничной тайге. Впадает в Вилюй в 2126 км от его устья по левому берегу, между впадениями в Вилюй двух рек с одинаковым названием Вавукан, на высоте менее 333 м над уровнем моря. Ширина в нижнем течении — 50-60 м при глубине 1-1,5 м; скорость течения в низовьях — 0,5 м/с. 
Длина реки составляет 215 км, площадь водосборного бассейна — 3800 км². Населённых пунктов на реке нет. Замерзает с середины октября до конца мая-начала июня.
Притоки длиной 20 км и более:
- Левые: Афанасий-Юрюете, Усун-Юрях, Аллара-Могды, Орто-Могды

## Данные водного реестра
По данным государственного водного реестра России и геоинформационной системы водохозяйственного районирования территории РФ, подготовленной Федеральным агентством водных ресурсов:
- Бассейновый округ — Ленский
- Речной бассейн — Лена
- Речной подбассейн — Вилюй
- Водохозяйственный участок — Вилюй от истока до водомерного поста Усть-Амбардах
- Код водного объекта — 18030800112117400005613